# Sông Tô Châu

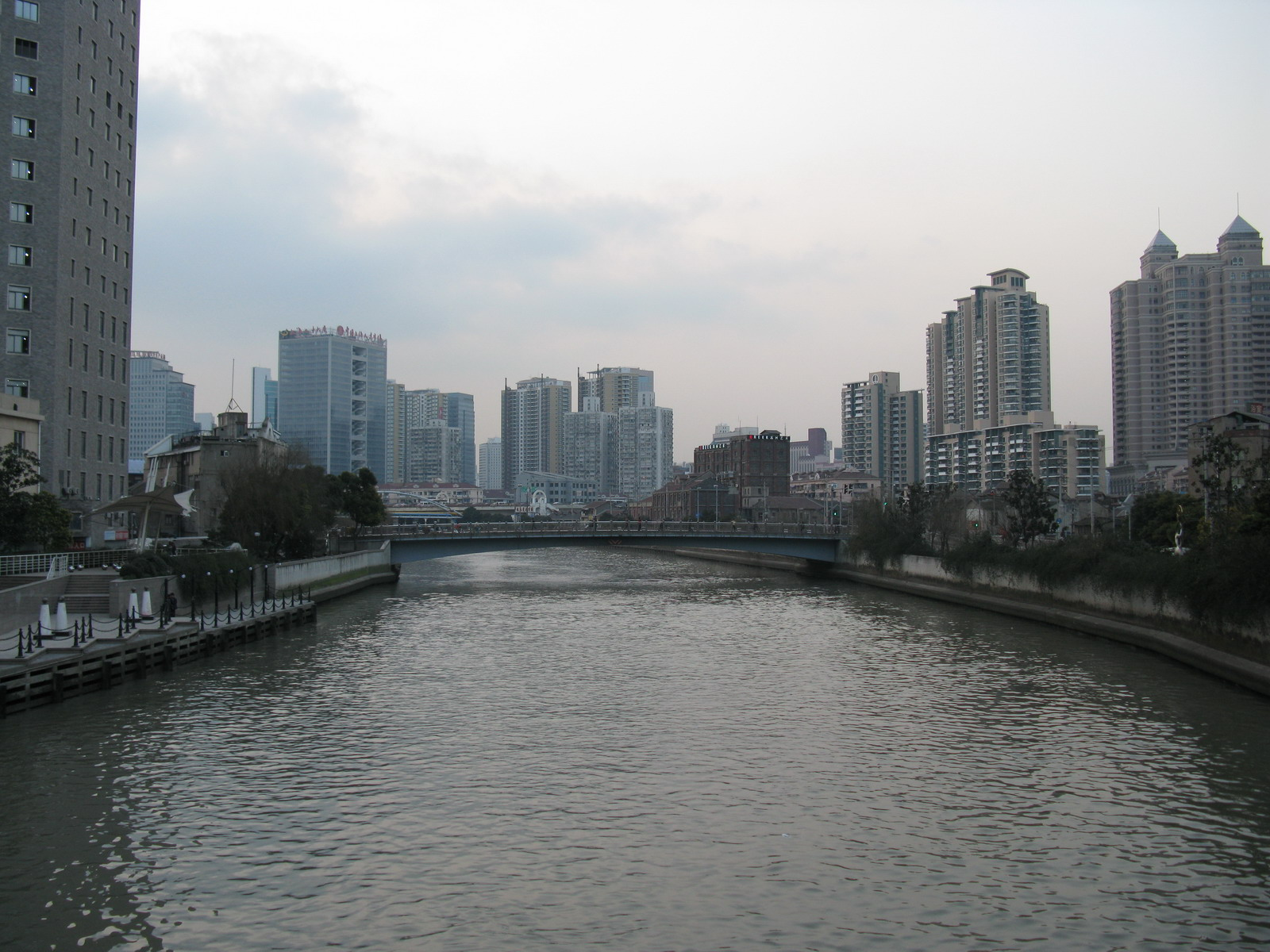
Sông Tô Châu

Sông Tô Châu (tiếng Trung: 苏州河; bính âm: Sūzhōu Hé; Wade-Giles: Su-chou-ho; phiên âm Hán Việt "Tô Châu hà") là một con sông nhỏ tại Trung Quốc chảy qua trung tâm thành phố Thượng Hải. Tên gọi của nó lấy theo Tô Châu, một thành phố gần đó trong địa phận tỉnh Giang Tô, từng là thành phố lớn nhất trong khu vực này trước khi Thượng Hải phát triển trở thành một đại đô thị.
Là một trong những lối thoát ra chính yếu của Thái Hồ, sông Tô Châu có chiều dài khoảng 125 km, trong đó 54 km thuộc phạm vi hành chính của Thượng Hải và 24 km trong đó là các khu vực đông dân cư đô thị của đại đô thị này. Sông Tô Châu chảy vào sông Hoàng Phố ở phía bắc của ngoại than trong quận Hoàng Phố.

## Lịch sử

### Tầm quan trọng chiến lược

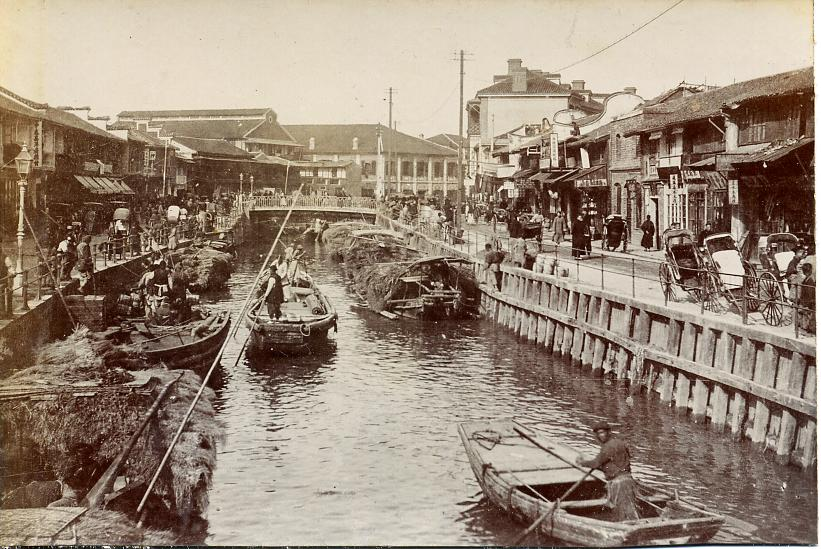
Sông Tô Châu năm 1910

Cảnh quan nhìn từ Tổng cục Bưu chính Thượng Hải trong thập niên 1920

Sông Tô Châu từng đóng vai trò quan trọng như là đường phân ranh giới giữa các ảnh hưởng chính trị trong suốt lịch sử Thượng Hải. Sau Hòa ước Nam Kinh năm 1842 buộc nhà Thanh phải mở cửa và Thượng Hải trở thành một thương cảng quốc tế, sông Tô Châu trở thành ranh giới giữa tô giới của người Anh (bờ nam) và khu định cư của người Mỹ (bờ bắc) cho tới khi cả hai tô giới này hợp nhất thành Khu định cư Quốc tế vào năm 1863. Khi quân đội Nhật xâm chiếm Thượng Hải năm 1937, sông Tô Châu trở thành ranh giới giữa Khu định cư Quốc tế (bờ nam) và tô giới Nhật (bờ bắc).

### Lộ trình thương mại
Do vai trò của Thượng Hải như một thương cảng, từ thập niên 1930 sông Tô Châu là một lộ trình đường thủy quan trọng, tạo thuận lợi cho việc vận chuyển hàng hóa vào sâu bên trong lãnh thổ Trung Quốc. Dọc theo hai bờ sông, một loạt các nhà xưởng và kho tàng đã được dựng lên vào thời kỳ đó, làm cho khu vực gần sông trở thành một khu vực công nghiệp quan trọng.
Trong quá trình đô thị hóa, các ngành công nghiệp bản địa dần dần rút ra khỏi trung tâm thành phố, làm cho các nhà xưởng và kho tàng bị bỏ hoang. Cho tới thời điểm đó, sông Tô Châu bị ô nhiễm nặng nề từ các chất thải công nghiệp và sinh hoạt thông thường, làm cho nó được người dân địa phương biết đến như là "sông thối", con sông ô nhiễm nhất ở Thượng Hải kể từ thập niên 1920.

### Tái phát triển và tương lai
Kể từ năm 1992, chính quyền đô thị Thượng Hải đã theo đuổi kế hoạch tái phát triển cho khu vực này. Năm 1998, chính quyền sở tại đã khởi đầu Dự án phục hồi sông Tô Châu, một chương trình kéo dài 12 năm để cải thiện chất lượng nước, giảm nhẹ tác động của lũ lụt, đưa ra chương trình quản lý nguồn nước và nước thải cũng như cố gắng tái phục hồi đô thị và mức sống cao hơn trong các khu vực tiêu điều dọc sông Tô Châu. Trong khi ấy, sông Tô Châu được coi là đủ sạch để có thể tổ chức các cuộc đua thuyền hàng năm.
Ban đầu, phần lớn các nhà xưởng và kho tàng cũ dọc theo sông Tô Châu được dự định sẽ phá hủy để xây dựng các tòa nhà cao tầng trong trung tâm của một Thượng Hải phát triển nhanh, nhằm cải thiện các chỉ tiêu phát triển kinh tế-xã hội tại khu vực sông Tô Châu. Tuy nhiên, sau các sáng kiến của giới văn nghệ sĩ trong nửa cuối thập niên 1990 thì hai bên bờ sông đã được coi là khu vực di sản cần bảo vệ và nhiều kho tàng cũ đã được bảo tồn, hiện nay là nơi cung cấp khung cảnh cho các dạng hình nghệ thuật đang phát đạt của Thượng Hải.
Năm 2002, các kế hoạch mới về tái phát triển khu vực ven sông Tô Châu đã được phê chuẩn. Các kế hoạch này, dựa trên các đề xuất của 3 tập đoàn quốc tế, đề ra việc xây dựng các khu vui chơi giải trí và 1 km2 công viên dọc theo phần buôn bán kinh doanh của sông Tô Châu nằm giữa công viên Trung Sơn và nơi hợp lưu của sông Tô Châu với sông Hoàng Phố, nhằm nâng cao tính hấp dẫn thương mại của phần trung tâm này của con sông. Các cơ sở hạ tầng mới như các cửa hàng, quán bar và tổng cộng 95 dải cây xanh ở hai bờ sông, được dự kiến trồng vào năm 2010, khi Dự án phục hồi sông Tô Châu hoàn thành. 
Trong khi một số khu vực đã được giao cho các nhà đầu tư sẽ được cải tạo và các khu công nghiệp, dân cư cũ sẽ bị thay thế thì chính quyền thành phố khẳng định rằng sự bảo vệ cho các tòa nhà lịch sử, đặc biệt là các kho tàng, sẽ được tôn trọng.

## Các địa điểm dọc sông
Do vị trí của nó trong Khu định cư Quốc tế cũ, nên một loạt các địa danh từ thời kỳ này có thể tìm thấy dọc theo hay gần sông Tô Châu. Tính từ nơi hợp lưu của nó với sông Tô Châu về hướng tây, các địa điểm quan trọng có:
- Công viên Hoàng Phố và rìa phía bắc của bến Thượng Hải
- Astor House hay Lễ tra phạn điếm
- Tổng lãnh sự quán Nga
- Shanghai Mansions hay Thượng Hải đại hạ (trước đây là Broadway Mansions/Bách lão hối đại hạ)
- Bệnh viện Nhân dân số 1
- Tổng cục Bưu chính Thượng Hải
- Khu mỹ thuật sông Tô Châu
- Tứ Hành thương khố

## Cầu
Nhiều loại cầu khác biệt bắc ngang qua sông Tô Châu, thường mang phong cách châu Âu, đáng chú ý nhất trong số đó có lẽ là cầu Ngoại Bạch Độ tại nơi hợp lưu của sông Tô Châu với sông Hoàng Phố.
Để tạo thuận lợi cho giao thông bắc-nam trong một đại đô thị đang phát triển, một loạt các cầu mới hiện đang được xây dựng. Cầu Cổ Bắc lộ (古北路), được dự kiến thông cầu vào cuối năm 2006, sẽ là cầu dài nhất vượt qua con sông này. Vào năm 2007, có khoảng 30 cầu vượt qua sông Tô Châu.

## Trong phương tiện truyền thông
Sông Tô Châu đóng vai trò chủ chốt trong phim Sông Tô Châu của Lâu Diệp (娄烨), trong đó thể hiện cuộc sống của những người dân thường sinh sống trong các khu vực cũ ở bờ bắc con sông trong thời kỳ chuyển giao thiên niên kỷ, chứ không phải thể hiện một Thượng Hải hiện đại.